# 부산정보관광고등학교
부산정보관광고등학교(釜山情報觀光高等學校)는 대한민국 부산광역시 금정구 부곡동에 있는 사립 고등학교이다.

## 학교 연혁
- 1968년 12월 10일 : 재단법인 성도학원 인수, 초대 이사장 전경백 장로 취임
- 1970년 8월 14일 : 재단법인 부린학원으로 법인 변경 인가
- 1972년 2월 12일 : 초대 정일종 교장 취임
- 1972년 3월 14일 : 부린상업고등학교 설립 인가(21학급)
- 1972년 3월 15일 : 개교(제1회 입학식 거행)
- 1978년 9월 1일 : 5층 5개교실 증축
- 1979년 3월 1일 : 동래상업고등학교 교명 변경
- 1983년 12월 3일 : 과학관 준공(총 건평 301평)
- 1993년 3월 3일 : 제3대 학교법인 이사장 전순철 선생 취임
- 1997년 7월 31일 : 부산정보관광고등학교로 교명, 학칙변경인가 학년당 정보처리과 4학급, 관광경영과 4학급, 경정정보과 2학급
- 1997년 9월 26일 : 멀티미디어실, 관광실습실 개관
- 1998년 3월 1일 : 부산정보관광고등학교 교명 변경
- 1999년 2월 27일 : 종합실습실 개관
- 2001년 5월 17일 : 부산정보관광고등학교 특성화고(호텔분야) 변경인가 및 지정 학년당 호텔경영과 3학급, 호텔조리과 3학급, 호텔정보과 4학급
- 2003년 3월 3일 : 신관 조리실, 제과제빵실습실, 멀티어학실 개관
- 2004년 12월 3일 : 연회실습실, 연회조리실 개관, 신관증축 교실 4실, 특성화고등학교 운영보고회
- 2009년 11월 18일 : 인조잔디 운동장 준공
- 2010년 3월 19일 : 2010학년도 교육청 지정 연구학교(교내자율장학 영역) 선정
- 2017년 2월 14일 : 제43회 졸업식(누계 17,298명)
- 2017년 3월 2일 : 학과개편(호텔경영과, 호텔조리과)
- 2019년 3월 4일 : 고교학점제 특성화고 선도학교
- 2019년 4월 4일 : 다목적 강당(체육관) 개관식
- 2021년 3월 1일 : 제13대 이항채 교장 취임
- 2025년 3월 4일 : 제54회 입학식(163명)

## 설치 학과
- 호텔경영과
- 호텔조리과

## 참고 자료
- 부산정보관광고등학교 - 한국교육학술정보원 학교알리미